# Semidalis kazakhstanica
Semidalis kazakhstanica is een insect uit de familie van de dwerggaasvliegen (Coniopterygidae), die tot de orde netvleugeligen (Neuroptera) behoort. 
De wetenschappelijke naam Semidalis kazakhstanica is voor het eerst geldig gepubliceerd door Zakharenko in 1988.